# Xanthoepalpodes bischofi
Xanthoepalpodes bischofi är en tvåvingeart som beskrevs av Townsend 1913. Xanthoepalpodes bischofi ingår i släktet Xanthoepalpodes och familjen parasitflugor.
Artens utbredningsområde är Bolivia. Inga underarter finns listade i Catalogue of Life.